# John McEnroe
John Patrick McEnroe, Jr. [ʤɑn ˈmækənroʊ] (* 16. Februar 1959 in Wiesbaden, Deutschland) ist ein ehemaliger US-amerikanischer Tennisspieler. Er hat diesen Sport in der ersten Hälfte der 1980er Jahre dominiert.

## Tenniskarriere
McEnroe gewann in seiner Karriere sieben Grand-Slam-Turniere im Einzel und neun Grand-Slam-Titel im Doppel. Er beendete viermal in Folge (1981–1984) eine Saison an der Spitze der Weltrangliste und war in der ersten Hälfte der 1980er Jahre der dominierende Spieler auf der ATP Tour.
In den 15 Jahren seiner Karriere gewann er insgesamt 77 Einzel- und 78 Doppeltitel sowie einen im Mixed (die Gesamtzahl von 156 Titeln ist Rekord im Herrentennis), darunter dreimal Wimbledon, viermal die US Open und dreimal das Masters. Die Australian Open und die French Open gewann McEnroe dagegen weder im Doppel noch im Einzel. Einzig im Mixed-Wettbewerb war er 1977 bei den French Open siegreich. Zudem gewann er dreimal im Einzel und siebenmal in Folge im Doppel das Masters. In seiner Einzelbilanz stehen 883 gewonnenen Spielen 198 verlorene gegenüber – die Quote von 81,68 % entspricht der sechstbesten Karrierebilanz hinter Novak Đoković, Björn Borg, Rafael Nadal, Roger Federer und Jimmy Connors. Er gewann 85,3 % seiner Spiele auf Indoor-Plätzen sowie 84,3 % seiner Matches auf Teppich-Plätzen, beides Bestwerte in der Open Era.
Mit fünf Siegen ist er einer der erfolgreichsten Davis-Cup-Spieler der Geschichte. Mit dem US-Team gewann er fünf Titel (1978, 1979, 1981, 1982 und 1992). 1982 gelang ihm der immer noch gültige Davis-Cup-Einsatzrekord von 12:0-Siegen (Einzel und Doppel). Als herausragender Doppelspieler konnte er 29-mal ein Turnier sowohl im Einzel als auch im Doppel gewinnen, häufiger als jeder andere Spieler im modernen Profitennis. Seine neun Grand-Slam-Doppeltitel, neben dem einen im Mixed-Doppel an der Seite von Marie Carillo 1977 bei den French Open, zwischen 1977 und 1992 machen ihn zu einem der erfolgreichsten Doppelspieler der Geschichte. Er gewann sieben Mal das Masters-Turnier im Doppel (Rekord) und stand 257 Wochen lang an der Spitze der Doppelweltrangliste. 1979 stellte er den Profitennis-Rekord von insgesamt 27 gewonnenen Turnieren auf (10 Einzel, 17 Doppeltitel) mit einem Rekord von 178 gewonnenen Matches. Mit seinem Sieg 1981 im Wimbledon-Einzel beendete er die Siegesserie von Björn Borg. Im selben Jahr wurde er von Associated Press als Sportler des Jahres ausgezeichnet.
Seinen Karrierehöhepunkt erreichte er im Jahr 1984 mit 13 Turniersiegen (82:3 Siege, Siegquote von 96,47 % ist Open-Era-Rekord), darunter Wimbledon, die US Open und das Masters. Er stellte in dieser Saison mit 42 Siegen ab Saisonbeginn einen Rekord auf, die Serie endete im Finale der French Open gegen Ivan Lendl. Im darauffolgenden Jahr gewann er zwar zahlreiche Grand-Prix-Titel, aber kein Grand-Slam-Turnier. Nach der Niederlage bei den US Open gegen Lendl verlor er den Spitzenplatz der ATP-Weltrangliste, den er nie wieder erlangen sollte. In den Jahren 1986 und 1987 legte er mehrmonatige Pausen ein und es sah so aus, als ginge seine Karriere zu Ende. 1989 konnte er sich aber noch einmal auf Platz 4 der Weltrangliste hochkämpfen. Große Erfolge im Einzel gelangen ihm allerdings nicht mehr.
Ende 1992 beendete er seine Profikarriere. In seinem letzten Jahr gewann er mit dem US-Team noch einmal (zum insgesamt fünften Mal in seiner Karriere) den Davis Cup und einen Doppeltitel in Wimbledon (mit Michael Stich). Außerdem erreichte er im Einzel das Halbfinale in Wimbledon, das er gegen Andre Agassi verlor. Später sagte er, er habe sich nie offiziell vom Profitennis zurückgezogen.
Mit über 20 Titeln seit 1998 ist er der erfolgreichste Akteur der ATP Champions Tour, in der ehemalige Weltklassespieler auf der ganzen Welt Turniere austragen.
| Rang                | Spieler       | Wochen |
| ------------------- | ------------- | ------ |
| 1.                  | Novak Đoković | 428    |
| 2.                  | Roger Federer | 310    |
| 3.                  | Pete Sampras  | 286    |
| 4.                  | Ivan Lendl    | 270    |
| 5.                  | Jimmy Connors | 268    |
| 6.                  | Rafael Nadal  | 209    |
| 7.                  | John McEnroe  | 170    |
| 8.                  | Björn Borg    | 109    |
| 9.                  | Andre Agassi  | 101    |
| Stand: 9. Juni 2024 |               |        |

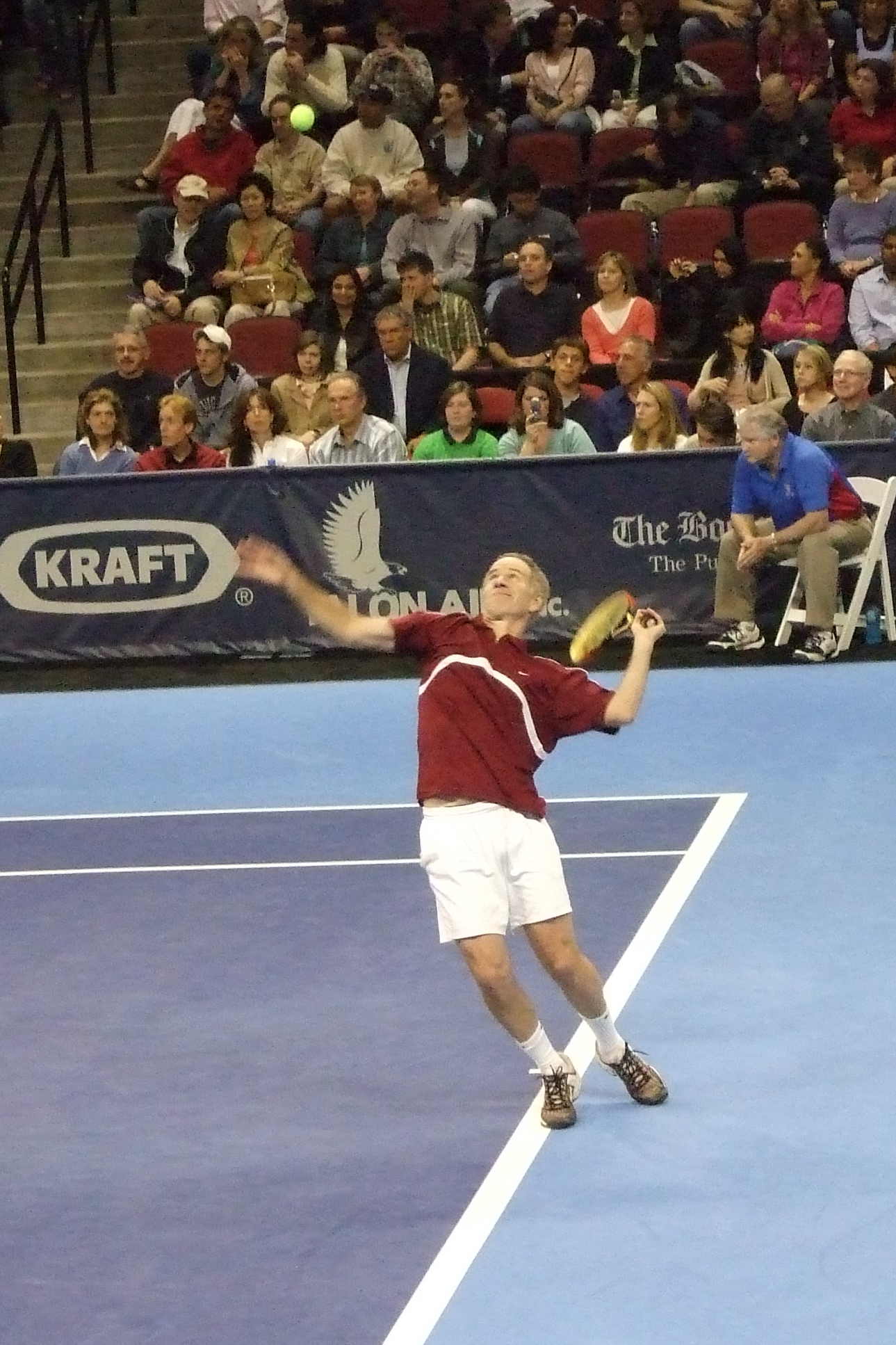
John McEnroe beim Aufschlag

2006 spielte er noch zwei ATP-Turniere und gewann am 19. Februar an der Seite von Jonas Björkman das Turnier von San José, sein 78. Doppeltitel (in vier Jahrzehnten). Damit liegt er in der Liste der erfolgreichsten Doppelspieler der Geschichte auf Rang vier. Es führt Mike Bryan mit 124 Siegen vor seinem Zwillingsbruder Bob Bryan (119 Siege) und Todd Woodbridge (83 Siege). Sein letztes Turnier auf der ATP Tour spielte er im Oktober 2006 in Stockholm, wo er – wiederum an der Seite von Jonas Björkman – das Viertelfinale erreichte.
Seit 2017 ist er beim damals neu eingeführten Laver Cup Kapitän des „Team World“ und führte dieses 2022 erstmals zum Sieg über das „Team Europe“, in welchem – ebenfalls erstmals – die „Big Four“ (Roger Federer, Rafael Nadal, Novak Đoković und Andy Murray) gemeinsam vertreten waren.

## Spielweise
John McEnroe war ein klassischer Angriffsspieler, wie er in den 1970er, 1980er und noch in den 1990er Jahren im internationalen Tennis häufig anzutreffen war. Sein gesamtes Spiel war darauf ausgerichtet, möglichst schnell die Netzposition zu erreichen und den Angriff mit einem Volley abzuschließen. Seine Schlagtechnik bei den Grundlinienschlägen zielte darauf, das Tempo des vom Gegner geschlagenen Balles „mitzunehmen“. Er erreichte dies, indem er mit nur kurzer Ausholbewegung des Schlägers die Bälle in der Vorwärtsbewegung zum Netz noch in deren Aufstiegsphase spielte. Aus diesem Grund wurden viele Bälle unorthodox, mit fast offener Schlaghaltung gespielt. Einen Großteil des Drucks auf den Gegner entfaltete er aufgrund des aus dem frühen Treffpunkt resultierenden guten Winkelspiels und der geringeren Reaktionszeit des Gegners. Wegen dieser Spielweise, durch „Blocken“ den Druck des Gegners auszunutzen, wird McEnroe in verschiedenen Quellen fälschlich als Konterspieler bezeichnet. Die Taktik eines Konterspielers ist jedoch vorrangig darauf ausgerichtet, eigene Fehler zu vermeiden. Erst wenn die Gelegenheit günstig erscheint, nutzt er das Tempo des Gegners oder beschleunigt selbst das Tempo des Ballwechsels. McEnroe gestaltete das Spiel jedoch jederzeit aktiv und ging ein hohes, aber durchaus kalkuliertes Risiko ein. Die Beherrschung der genannten Schlagtechnik brachte es mit sich, dass McEnroe auch einer der besten Returnspieler seiner Zeit war, da ein Return oft fast ohne Ausholbewegung gespielt werden muss.
Auch beim Netzspiel war seine Schlagtechnik ungewöhnlich. Er spielte die Volleys mit offener Schlaghaltung, wobei er den Schläger weitgehend aus dem Handgelenk und dem Unterarm in die Schlagposition bewegte. Sein außergewöhnliches Ballgefühl und der genaue Treffpunkt weit vor dem Körper erlaubten ihm diese Spieltechnik.
Für einen Angriffsspieler war McEnroe mit 180 cm eher klein; schon deshalb war sein Aufschlag, anders als bei anderen Angriffsspielern wie beispielsweise Boris Becker oder Goran Ivanišević, nicht auf ein hohes Tempo ausgerichtet, sondern auf genaue Platzierung bei äußerst variablem Schnitt. Durch seine ungewöhnliche Fußstellung beim Aufschlag, parallel zum Netz, erzielte er einen großen Teil des Dralls, wahlweise als Slice oder Topspin aus der Körperrotation in der Schlagbewegung. Das machte es für seine Gegner schwierig, die Richtung und den Drall des Balls zu erkennen.
Seine Spielweise war allerdings nur auf schnellen Plätzen wie Rasen oder Hartplätzen erfolgversprechend. Auf den in Europa häufigeren Sandplätzen blieb er ohne Titel. So gelang es ihm auch nie, die French Open in Paris zu gewinnen.
Seine selbstbewusste, mit offener und aufrechter Schlaghaltung fast arrogant wirkende Spielweise, in Zusammenspiel mit seinem oft provozierenden Verhalten gegenüber Schieds- und Linienrichtern, den Offiziellen, gelegentlich aber auch dem Publikum, machte ihn zu einer kontrovers diskutierten Spielerpersönlichkeit. Einerseits bewunderte man seine außergewöhnlichen Fähigkeiten und seinen unbedingten Siegeswillen, anderseits wurde sein cholerisches, häufig pöbelndes Verhalten auf dem Platz heftig kritisiert. Im Achtelfinale der Australian Open 1990 gegen den Schweden Mikael Pernfors wurde McEnroe durch den britischen Stuhlschiedsrichter Gerry Armstrong wegen unsportlichen Verhaltens und Beleidigungen disqualifiziert.

## Tätigkeiten außerhalb des Sports
2002 moderierte er die britisch-amerikanische Quizshow The Chair und hatte einen Cameo-Auftritt im Film Mr. Deeds, ebenso 2003 in Die Wutprobe, 2008 in Leg dich nicht mit Zohan an und 2011 in Jack und Jill (alle vier mit Adam Sandler). 2004 waren er und Chris Evert die beiden Kommentatoren des Rasenspektakels in dem Film Wimbledon – Spiel, Satz und … Liebe. McEnroe ist zudem als Kommentator bei GS-Turnieren (Emmy-nominiert), als Galerist und als Musiker tätig. In CSI: NY (Staffel 3, Folge 23, „Nachspiel“) sowie in "Only Murders in the Building" (Staffel 4, Folge 5) spielte er sich selbst.
In der Netflix-Serie Noch nie in meinem Leben … tritt McEnroe als Erzähler auf.

## Privates
1984 lernte McEnroe die Schauspielerin Tatum O’Neal kennen und heiratete sie am 1. August 1986 in Oyster Bay, New York. Mit ihr hat er drei Kinder, Kevin John (* 24. Mai 1986), Sean Timothy (* 23. September 1987) und Emily Katherine (* 10. Mai 1991). Im November 1992 wurde die Ehe geschieden. 1997 heiratete er die Musikerin Patty Smyth, mit der er zwei Kinder hat.
Sein jüngerer Bruder Patrick McEnroe war ebenfalls Tennisprofi und bis 2010 Davis-Cup-Kapitän der USA.

## Wutausbrüche
McEnroe war wegen seiner Wutausbrüche gefürchtet. Beispielsweise schoss er einen Ball auf den damaligen Balljungen Hayden Christensen. Seine Schimpftiraden auf dem Tennisplatz und seine Phrase “You cannot be serious!” („Das kann nicht Ihr Ernst sein!“) waren berüchtigt. Letztere wurden in einigen Werbespots verwendet, wie beispielsweise in einem für die Autofirma Seat. Dort diskutiert er mit einem Polizisten, ob er sein Auto innerhalb oder außerhalb der Markierung geparkt habe. In der Hollywoodkomödie Die Wutprobe spielte er in einem Kurzauftritt die Rolle eines cholerischen Patienten des Psychiaters Dr. Rydell (Jack Nicholson).

## Zitate
„Wenn du deinen größten Gegner verlierst, verlierst du auch einen Teil deiner selbst.“

## Karrierebilanz
| Turnier/Statistik   | 1977 | 1978 | 1979 | 1980 | 1981 | 1982 | 1983 | 1984 | 1985 | 1986 | 1987 | 1988 | 1989 | 1990 | 1991 | 1992 |
| ------------------- | ---- | ---- | ---- | ---- | ---- | ---- | ---- | ---- | ---- | ---- | ---- | ---- | ---- | ---- | ---- | ---- |
| Australian Open     | (-)  | -    | -    | -    | -    | -    | HF   | -    | VF   | -    | -    | -    | VF   | AF   | -    | VF   |
| French Open         | (2R) | -    | -    | 3R   | VF   | -    | VF   | F    | HF   | -    | 1R   | AF   | -    | -    | 1R   | 1R   |
| Wimbledon           | (HF) | 1R   | AF   | F    | S    | F    | S    | S    | VF   | -    | -    | 2R   | HF   | 1R   | AF   | HF   |
| US Open             | (AF) | HF   | S    | S    | S    | HF   | AF   | S    | F    | 1R   | VF   | 2R   | 2R   | HF   | 3R   | AF   |
| Turniersiege        | (0)  | 5    | 10   | 9    | 10   | 5    | 7    | 13   | 8    | 3    | 0    | 2    | 3    | 1    | 1    | 0    |
| Weltranglistenplatz | (21) | 4    | 3    | 2    | 1    | 1    | 1    | 1    | 2    | 14   | 10   | 11   | 4    | 13   | 28   | 20   |

Klammern kennzeichnen Angaben aus Amateurjahren.
AF = Achtelfinale;
VF = Viertelfinale;
HF = Halbfinale;
F = Finale;
S = Turniersieg;
Ziffer = 1.-3. Turnierrunde

## Erfolge
| Legende                      |
| Grand Slam (7)               |
| Masters Grand Prix (3)       |
| Grand Prix Super Series (19) |
| Grand Prix World Series (48) |

### Einzel

#### Turniersiege
| Nr. | Jahr               | Turnier           | Belag         | Finalgegner      | Ergebnis                |
| --- | ------------------ | ----------------- | ------------- | ---------------- | ----------------------- |
| 1.  | 24. September 1978 | Hartford          | Teppich (i)   | Johan Kriek      | 6:2, 6:4                |
| 2.  | 1. Oktober 1978    | San Francisco     | Teppich (i)   | Dick Stockton    | 2:6, 7:6, 6:2           |
| 3.  | 12. November 1978  | Stockholm         | Hartplatz (i) | Tim Gullikson    | 6:2, 6:2                |
| 4.  | 19. November 1978  | Wembley           | Teppich (i)   | Tim Gullikson    | 6:7, 6:4, 7:6, 6:2      |
| 5.  | 14. Januar 1979    | New York City     | Teppich (i)   | Arthur Ashe      | 6:7, 6:3, 7:5           |
| 6.  | 25. März 1979      | New Orleans       | Teppich (i)   | Roscoe Tanner    | 6:4, 6:2                |
| 7.  | 1. April 1979      | Mailand           | Teppich (i)   | John Alexander   | 6:3, 6:3                |
| 8.  | 22. April 1979     | San José          | Teppich (i)   | Peter Fleming    | 7:6, 7:6                |
| 9.  | 6. Mai 1979        | Dallas            | Teppich (i)   | Björn Borg       | 7:5, 4:6, 6:2, 7:6      |
| 10. | 17. Juni 1979      | Queen’s Club      | Rasen         | Víctor Pecci     | 6:7, 6:1, 6:1           |
| 11. | 5. August 1979     | South Orange      | Hartplatz (i) | John Lloyd       | 6:7, 6:4, 6:0           |
| 12. | 9. September 1979  | US Open           | Hartplatz     | Vitas Gerulaitis | 7:5, 6:3, 6:3           |
| 13. | 30. September 1979 | San Francisco (2) | Teppich       | Peter Fleming    | 4:6, 7:5, 6:2           |
| 14. | 11. November 1979  | Stockholm (2)     | Hartplatz (i) | Gene Mayer       | 6:7, 6:3, 6:3           |
| 15. | 18. November 1979  | Wembley (2)       | Teppich (i)   | Harold Solomon   | 6:3, 6:4, 7:5           |
| 16. | 3. Februar 1980    | Richmond          | Teppich (i)   | Roscoe Tanner    | 6:1, 6:2                |
| 17. | 2. März 1980       | Memphis           | Teppich (i)   | Jimmy Connors    | 7:6, 7:6                |
| 18. | 30. März 1980      | Mailand (2)       | Teppich (i)   | Vijay Amritraj   | 6:1, 6:4                |
| 19. | 15. Juni 1980      | Queen’s Club (2)  | Rasen         | Kim Warwick      | 6:3, 6:1                |
| 20. | 7. September 1980  | US Open (2)       | Hartplatz     | Björn Borg       | 7:6, 6:1, 6:7, 5:7, 6:4 |
| 21. | 12. Oktober 1980   | Brisbane          | Rasen         | Phil Dent        | 6:3, 6:4                |
| 22. | 19. Oktober 1980   | Sydney Indoor     | Hartplatz (i) | Vitas Gerulaitis | 6:3, 6:4                |
| 23. | 16. November 1980  | Wembley (3)       | Teppich (i)   | Gene Mayer       | 6:4, 6:3, 6:3           |
| 24. | 14. Dezember 1980  | Montreal          | Teppich (i)   | Vijay Amritraj   | 6:1, 6:2, 6:1           |
| 25. | 22. Februar 1981   | Boca Raton        | Sand          | Guillermo Vilas  | 6:7, 6:4, 6:0           |
| 26. | 29. März 1981      | Mailand (3)       | Teppich (i)   | Björn Borg       | 7:6, 6:4                |
| 27. | 5. April 1981      | Frankfurt am Main | Teppich (i)   | Tomáš Šmíd       | 6:2, 6:3                |
| 28. | 19. April 1981     | Los Angeles       | Hartplatz     | Sandy Mayer      | 6:7, 6:3, 6:3           |
| 29. | 3. Mai 1981        | Dallas (2)        | Teppich (i)   | Johan Kriek      | 6:1, 6:2, 6:4           |
| 30. | 14. Juni 1981      | Queens’s Club (3) | Rasen         | Brian Gottfried  | 7:6, 7:5                |
| 31. | 5. Juli 1981       | Wimbledon         | Rasen         | Björn Borg       | 4:6, 7:6, 7:6, 6:4      |
| 32. | 23. August 1981    | Cincinnati        | Hartplatz     | Chris Lewis      | 6:3, 6:4                |
| 33. | 13. August 1981    | US Open (3)       | Hartplatz     | Björn Borg       | 4:6, 6:2, 6:4, 6:3      |
| 34. | 18. Oktober 1981   | Sydney Indoor (2) | Hartplatz (i) | Roscoe Tanner    | 6:4, 6:3                |
| 35. | 31. Januar 1982    | Philadelphia      | Teppich (i)   | Jimmy Connors    | 6:3, 6:3, 6:1           |
| 36. | 26. September 1982 | San Francisco (3) | Teppich (i)   | Jimmy Connors    | 6:1, 6:3                |
| 37. | 17. Oktober 1982   | Sydney Indoor (3) | Hartplatz (i) | Gene Mayer       | 6:4, 6:1, 6:4           |
| 38. | 31. Oktober 1982   | Tokio Indoor      | Teppich (i)   | Peter McNamara   | 7:6, 7:5                |
| 39. | 14. November 1982  | Wembley (4)       | Teppich (i)   | Brian Gottfried  | 6:3, 6:2, 6:4           |
| 40. | 6. Februar 1983    | Philadelphia (2)  | Teppich (i)   | Ivan Lendl       | 4:6, 7:6, 6:4, 6:3      |
| 41. | 1. Mai 1983        | Dallas (3)        | Teppich (i)   | Ivan Lendl       | 6:2, 4:6, 6:3, 6:7, 7:6 |
| 42. | 8. Mai 1983        | Forest Hills      | Sand          | Vitas Gerulaitis | 6:3, 7:5                |
| 43. | 3. Juli 1983       | Wimbledon (2)     | Rasen         | Chris Lewis      | 6:2, 6:2, 6:2           |
| 44. | 16. Oktober 1983   | Sydney Indoor (4) | Hartplatz (i) | Henri Leconte    | 6:1, 6:4, 7:5           |
| 45. | 13. November 1983  | Wembley (5)       | Teppich (i)   | Jimmy Connors    | 7:5, 6:1, 6:4           |
| 46. | 9. Januar 1984     | New York City (2) | Teppich (i)   | Ivan Lendl       | 6:3, 6:4, 6:4           |
| 47. | 29. Januar 1984    | Philadelphia (3)  | Teppich (i)   | Ivan Lendl       | 6:3, 3:6, 6:3, 7:6      |
| 48. | 12. Februar 1984   | Richmond (2)      | Teppich (i)   | Steve Denton     | 6:3, 7:6                |
| 49. | 5. März 1984       | Madrid            | Teppich (i)   | Tomáš Šmíd       | 6:0, 6:4                |
| 50. | 11. März 1984      | Brüssel           | Teppich (i)   | Ivan Lendl       | 6:1, 6:3                |
| 51. | 29. April 1984     | Dallas (4)        | Teppich (i)   | Jimmy Connors    | 6:1, 6:2, 6:3           |
| 52. | 13. Mai 1984       | Forest Hills (2)  | Sand          | Ivan Lendl       | 6:4, 6:2                |
| 53. | 17. Juni 1984      | Queen’s Club (4)  | Rasen         | Leif Shiras      | 6:1, 3:6, 6:2           |
| 54. | 8. Juli 1984       | Wimbledon (3)     | Rasen         | Jimmy Connors    | 6:1, 6:1, 6:2           |
| 55. | 19. August 1984    | Toronto           | Hartplatz     | Vitas Gerulaitis | 6:0, 6:3                |
| 56. | 9. September 1984  | US Open (4)       | Hartplatz     | Ivan Lendl       | 6:3, 6:4, 6:1           |
| 57. | 23. September 1984 | San Francisco (4) | Teppich (i)   | Brad Gilbert     | 6:4, 6:4                |
| 58. | 5. November 1984   | Stockholm (3)     | Hartplatz (i) | Mats Wilander    | 6:2, 3:6, 6:2           |
| 59. | 13. Januar 1985    | New York City (3) | Teppich (i)   | Ivan Lendl       | 7:5, 6:0, 6:4           |
| 60. | 27. Januar 1985    | Philadelphia (4)  | Teppich (i)   | Miloslav Mečíř   | 6:3, 7:6, 6:1           |
| 61. | 2. März 1985       | Houston           | Teppich (i)   | Kevin Curren     | 7:5, 6:1, 7:6           |
| 62. | 31. März 1985      | Mailand (4)       | Teppich (i)   | Anders Järryd    | 6:4, 6:1                |
| 63. | 7. April 1985      | Chicago           | Teppich (i)   | Jimmy Connors    | kampflos                |
| 64. | 28. April 1985     | Atlanta           | Teppich (i)   | Paul Annacone    | 7:6, 7:6, 6:2           |
| 65. | 11. August 1985    | Stratton Mountain | Hartplatz     | Ivan Lendl       | 7:6, 6:2                |
| 66. | 18. August 1985    | Montreal (2)      | Hartplatz     | Ivan Lendl       | 7:5, 6:3                |
| 67. | 10. November 1985  | Stockholm (4)     | Hartplatz (i) | Anders Järryd    | 6:1, 6:2                |
| 68. | 21. September 1986 | Los Angeles (2)   | Hartplatz     | Stefan Edberg    | 6:2, 6:3                |
| 69. | 28. September 1986 | San Francisco (5) | Teppich (i)   | Jimmy Connors    | 7:6, 6:3                |
| 70. | 12. Oktober 1986   | Scottsdale        | Hartplatz     | Kevin Curren     | 6:3, 3:6, 6:2           |
| 71. | 17. April 1988     | Tokio             | Hartplatz     | Stefan Edberg    | 6:2, 6:2                |
| 72. | 20. November 1988  | Detroit           | Teppich (i)   | Aaron Krickstein | 7:5, 6:2                |
| 73. | 26. Februar 1989   | Lyon              | Teppich (i)   | Jakob Hlasek     | 6:3, 7:6                |
| 74. | 5. März 1989       | Dallas (5)        | Teppich (i)   | Brad Gilbert     | 6:3, 6:3, 7:6           |
| 75. | 13. August 1989    | Indianapolis      | Hartplatz     | Jay Berger       | 6:4, 4:6, 6:4           |
| 76. | 30. September 1990 | Basel             | Hartplatz (i) | Goran Ivanišević | 6:7, 4:6, 7:6, 6:3, 6:4 |
| 77. | 3. März 1991       | Chicago (2)       | Teppich (i)   | Patrick McEnroe  | 3:6, 6:2, 6:4           |

#### Finalteilnahmen
| Nr. | Jahr               | Turnier                             | Belag         | Finalgegner      | Ergebnis                |
| --- | ------------------ | ----------------------------------- | ------------- | ---------------- | ----------------------- |
| 1.  | 25. Juni 1978      | Queen’s Club (1)                    | Rasen         | Tony Roche       | 6:8, 7:8                |
| 2.  | 29. Oktober 1978   | Basel (1)                           | Hartplatz (i) | Guillermo Vilas  | 3:6, 7:5, 5:7, 4:6      |
| 3.  | 8. April 1979      | Rotterdam (1)                       | Teppich (i)   | Björn Borg       | 4:6, 2:6                |
| 4.  | 19. August 1979    | Toronto                             | Hartplatz     | Björn Borg       | 3:6, 3:6                |
| 5.  | 23. September 1979 | Los Angeles                         | Teppich (i)   | Peter Fleming    | 4:6, 4:6                |
| 6.  | 27. Januar 1980    | Philadelphia (1)                    | Teppich (i)   | Jimmy Connors    | 3:6, 6:2, 3:6, 6:3, 4:6 |
| 7.  | 4. Mai 1980        | WCT Finals (1)                      | Teppich (i)   | Jimmy Connors    | 6:2, 6:7, 1:6, 2:6      |
| 8.  | 11. Mai 1980       | Forest Hills (1)                    | Sand          | Vitas Gerulaitis | 6:2, 2:6, 0:6           |
| 9.  | 6. Juli 1980       | Wimbledon Championships (1)         | Rasen         | Björn Borg       | 6:1, 5:7, 3:6, 7:6, 6:8 |
| 10. | 3. August 1980     | South Orange                        | Sand          | José Luis Clerc  | 3:6, 2:6                |
| 11. | 9. November 1980   | Stockholm                           | Teppich (i)   | Björn Borg       | 3:6, 4:6                |
| 12. | 15. November 1981  | Wembley                             | Teppich (i)   | Jimmy Connors    | 6:3, 6:2, 3:6, 4:6, 2:6 |
| 13. | 14. Februar 1982   | Memphis                             | Teppich (i)   | Johan Kriek      | 3:6, 6:3, 4:6           |
| 14. | 25. April 1982     | WCT Finals (2)                      | Teppich (i)   | Ivan Lendl       | 2:6, 6:3, 3:6, 3:6      |
| 15. | 13. Juni 1982      | Queen’s Club (2)                    | Rasen         | Jimmy Connors    | 5:7, 3:6                |
| 16. | 4. Juli 1982       | Wimbledon Championships (2)         | Rasen         | Jimmy Connors    | 6:3, 3:6, 7:6, 6:7, 4:6 |
| 17. | 23. Januar 1983    | Masters                             | Teppich (i)   | Ivan Lendl       | 4:6, 4:6, 2:6           |
| 18. | 12. Juni 1983      | Queen’s Club (3)                    | Rasen         | Jimmy Connors    | 3:6, 3:6                |
| 19. | 21. August 1983    | Cincinnati                          | Hartplatz     | Mats Wilander    | 4:6, 4:6                |
| 20. | 25. September 1983 | San Francisco                       | Hartplatz     | Ivan Lendl       | 6:3, 6:7, 4:6           |
| 21. | 10. Juni 1984      | French Open                         | Sand          | Ivan Lendl       | 6:3, 6:2, 4:6, 5:7, 5:7 |
| 22. | 12. Mai 1985       | Vereinigte Staaten Forest Hills (2) | Sand          | Ivan Lendl       | 3:6, 3:6                |
| 23. | 8. September 1985  | US Open                             | Hartplatz     | Ivan Lendl       | 6:7, 3:6, 4:6           |
| 24. | 8. Februar 1987    | Philadelphia (2)                    | Teppich (i)   | Tim Mayotte      | 6:3, 1:6, 3:6, 1:6      |
| 25. | 22. März 1987      | Rotterdam (2)                       | Teppich (i)   | Stefan Edberg    | 6:3, 3:6, 1:6           |
| 26. | 29. März 1987      | Brüssel                             | Teppich (i)   | Mats Wilander    | 3:6, 4:6                |
| 27. | 12. April 1987     | WCT Finals (3)                      | Teppich (i)   | Miloslav Mečíř   | 0:6, 6:3, 2:6, 2:6      |
| 28. | 9. August 1987     | Stratton Mountain                   | Hartplatz     | Ivan Lendl       | kampflos                |
| 29. | 7. August 1988     | Indianapolis                        | Hartplatz     | Boris Becker     | 4:6, 2:6                |
| 30. | 20. August 1989    | Montreal                            | Hartplatz     | Ivan Lendl       | 1:6, 3:6                |
| 31. | 15. Oktober 1989   | Toulouse                            | Hartplatz (i) | Jimmy Connors    | 3:6, 3:6                |
| 32. | 29. September 1991 | Basel (2)                           | Hartplatz (i) | Jakob Hlasek     | 6:74, 0:6, 3:6          |

### Doppel

#### Turniersiege
| Nr. | Jahr               | Turnier                     | Belag         | Doppelpartner   | Finalgegner                          | Ergebnis                  |
| --- | ------------------ | --------------------------- | ------------- | --------------- | ------------------------------------ | ------------------------- |
| 1.  | 6. August 1978     | South Orange (1)            | Sand          | Peter Fleming   | Ion Țiriac Guillermo Vilas           | 6:3, 6:3                  |
| 2.  | 24. September 1978 | Hartford                    | Teppich (i)   | Bill Maze       | Mark Edmondson Van Winitsky          | 6:3, 3:6, 7:5             |
| 3.  | 1. Oktober 1978    | San Francisco (1)           | Teppich (i)   | Peter Fleming   | Bob Lutz Stan Smith                  | 5:7, 6:4, 6:4             |
| 4.  | 29. Oktober 1978   | Basel                       | Teppich (i)   | Wojciech Fibak  | Bruce Manson Andrew Pattison         | 7:6, 6:4                  |
| 5.  | 5. November 1978   | Köln                        | Hartplatz (i) | Peter Fleming   | Bob Hewitt Frew McMillan             | 6:3, 6:2                  |
| 6.  | 26. November 1978  | Bologna (1)                 | Teppich (i)   | Peter Fleming   | Jean-Louis Haillet Antonio Zugarelli | 6:1, 6:4                  |
| 7.  | 26. November 1978  | Masters (1)                 | Teppich (i)   | Peter Fleming   | Wojciech Fibak Tom Okker             | 6:4, 6:2, 6:4             |
| 8.  | 7. Januar 1979     | WCT Finals (1)              | Teppich (i)   | Peter Fleming   | Ilie Năstase Sherwood Stewart        | 3:6, 6:2, 6:3, 6:1        |
| 9.  | 4. Februar 1979    | Richmond (1)                | Teppich (i)   | Brian Gottfried | Ion Țiriac Guillermo Vilas           | 6:4, 6:3                  |
| 10. | 25. März 1979      | New Orleans                 | Teppich (i)   | Peter Fleming   | Bob Lutz Stan Smith                  | 6:1, 6:3                  |
| 11. | 1. April 1979      | Mailand (1)                 | Teppich (i)   | Peter Fleming   | José Luis Clerc Tomáš Šmíd           | 6:1, 6:3                  |
| 12. | 8. April 1979      | Rotterdam                   | Teppich (i)   | Peter Fleming   | Heinz Günthardt Bernard Mitton       | 6:4, 6:4                  |
| 13. | 22. April 1979     | San José                    | Teppich (i)   | Peter Fleming   | Hank Pfister Brad Rowe               | 6:3, 6:4                  |
| 14. | 7. Juli 1979       | Wimbledon Championships (1) | Rasen         | Peter Fleming   | Brian Gottfried Raúl Ramírez         | 4:6, 6:4, 6:2, 6:2        |
| 15. | 15. Juli 1979      | Forest Hills (1)            | Sand          | Peter Fleming   | Gene Mayer Sandy Mayer               | 6:7, 7:6, 6:3             |
| 16. | 5. August 1979     | South Orange (2)            | Sand          | Peter Fleming   | Fritz Buehning Bruce Nichols         | 6:3, 6:2                  |
| 17. | 12. August 1979    | Indianapolis                | Sand          | Gene Mayer      | Jan Kodeš Tomáš Šmíd                 | 6:4, 7:6                  |
| 18. | 19. August 1979    | Toronto (1)                 | Hartplatz     | Peter Fleming   | Heinz Günthardt Bob Hewitt           | 6:7, 7:6, 6:1             |
| 19. | 9. September 1979  | US Open (1)                 | Hartplatz     | Peter Fleming   | Bob Lutz Stan Smith                  | 6:2, 6:4                  |
| 20. | 30. September 1979 | San Francisco (2)           | Teppich (i)   | Peter Fleming   | Wojciech Fibak Frew McMillan         | 6:1, 6:4                  |
| 21. | 11. November 1979  | Stockholm                   | Hartplatz (i) | Peter Fleming   | Wojciech Fibak Tom Okker             | 6:4, 6:4                  |
| 22. | 18. November 1979  | Wembley (1)                 | Hartplatz (i) | Peter Fleming   | Tomáš Šmíd Stan Smith                | 6:2, 6:3                  |
| 23. | 25. November 1979  | Bologna (2)                 | Teppich (i)   | Peter Fleming   | Fritz Buehning Ferdi Taygan          | 6:1, 6:1                  |
| 24. | 13. Januar 1980    | Masters (2)                 | Teppich (i)   | Peter Fleming   | Wojciech Fibak Tom Okker             | 6:3, 7:6, 6:1             |
| 25. | 27. Januar 1980    | Philadelphia (1)            | Teppich (i)   | Peter Fleming   | Brian Gottfried Raúl Ramírez         | 6:3, 7:6                  |
| 26. | 2. März 1980       | Memphis                     | Teppich (i)   | Brian Gottfried | Rod Frawley Tomáš Šmíd               | 6:3, 6:7, 7:6             |
| 27. | 30. März 1980      | Mailand (2)                 | Teppich (i)   | Peter Fleming   | Andrew Pattison Butch Walts          | 6:4, 6:3                  |
| 28. | 11. Mai 1980       | Forest Hills (2)            | Sand          | Peter Fleming   | Peter McNamara Paul McNamee          | 6:2, 5:7, 6:2             |
| 29. | 3. August 1980     | South Orange (3)            | Sand          | Bill Maze       | Fritz Buehning Van Winitsky          | 7:6, 6:4                  |
| 30. | 28. September 1980 | San Francisco (3)           | Teppich (i)   | Peter Fleming   | Gene Mayer Sandy Mayer               | 6:1, 6:4                  |
| 31. | 5. Oktober 1980    | Maui                        | Hartplatz     | Peter Fleming   | Victor Amaya Hank Pfister            | 7:6, 6:7, 6:2             |
| 32. | 12. Oktober 1980   | Brisbane                    | Rasen         | Matt Mitchell   | Phil Dent Rod Frawley                | 8:6                       |
| 33. | 19. Oktober 1980   | Sydney Indoor (1)           | Hartplatz (i) | Peter Fleming   | Tim Gullikson Johan Kriek            | 4:6, 6:1, 6:2             |
| 34. | 16. November 1980  | Wembley (2)                 | Teppich (i)   | Peter Fleming   | Bill Scanlon Eliot Teltscher         | 7:5, 6:3                  |
| 35. | 18. Januar 1981    | Masters (3)                 | Teppich (i)   | Peter Fleming   | Peter McNamara Paul McNamee          | 6:4, 6:3                  |
| 36. | 26. April 1981     | Las Vegas                   | Hartplatz     | Peter Fleming   | Tracy Delatte Trey Waltke            | 6:3, 7:6                  |
| 37. | 10. Mai 1981       | Forest Hills (3)            | Sand          | Peter Fleming   | John Fitzgerald Andy Kohlberg        | 6:4, 6:4                  |
| 38. | 5. Juli 1981       | Wimbledon Championships (2) | Rasen         | Peter Fleming   | Bob Lutz Stan Smith                  | 6:4, 6:4, 6:4             |
| 39. | 23. August 1981    | Cincinnati (1)              | Hartplatz     | Ferdi Taygan    | Bob Lutz Stan Smith                  | 7:6, 6:3                  |
| 40. | 13. September 1981 | US Open (2)                 | Hartplatz     | Peter Fleming   | Heinz Günthardt Peter McNamara       | kampflos                  |
| 41. | 27. September 1981 | San Francisco (4)           | Teppich (i)   | Peter Fleming   | Mark Edmondson Sherwood Stewart      | 7:6, 6:4                  |
| 42. | 18. Oktober 1981   | Sydney Indoor (2)           | Hartplatz (i) | Peter Fleming   | Sherwood Stewart Ferdi Taygan        | 6:7, 7:6, 6:1             |
| 43. | 17. Januar 1982    | Masters (4)                 | Teppich (i)   | Peter Fleming   | Kevin Curren Steve Denton            | 6:3, 6:3                  |
| 44. | 31. Januar 1982    | Philadelphia (2)            | Teppich (i)   | Peter Fleming   | Sherwood Stewart Ferdi Taygan        | 7:6, 6:4                  |
| 45. | 13. Juni 1982      | Queen’s Club                | Rasen         | Peter Rennert   | Victor Amaya Hank Pfister            | 7:6, 7:5                  |
| 46. | 22. August 1982    | Cincinnati (2)              | Hartplatz     | Peter Fleming   | Steve Denton Mark Edmondson          | 6:2, 6:3                  |
| 47. | 17. Oktober 1982   | Sydney Indoor (3)           | Hartplatz (i) | Peter Rennert   | Steve Denton Mark Edmondson          | 6:3, 7:6                  |
| 48. | 14. November 1982  | Wembley (3)                 | Teppich (i)   | Peter Fleming   | Heinz Günthardt Tomáš Šmíd           | 7:6, 6:4                  |
| 49. | 23. Januar 1983    | Masters (5)                 | Teppich (i)   | Peter Fleming   | Sherwood Stewart Ferdi Taygan        | 7:5, 6:3                  |
| 50. | 17. April 1983     | Los Angeles (1)             | Hartplatz     | Peter Fleming   | Sandy Mayer Ferdi Taygan             | 6:1, 6:2                  |
| 51. | 3. Juli 1983       | Wimbledon Championships (3) | Rasen         | Peter Fleming   | Tim Gullikson Tom Gullikson          | 6:4, 6:3, 6:4             |
| 52. | 13. September 1983 | US Open (3)                 | Hartplatz     | Peter Fleming   | Fritz Buehning Van Winitsky          | 6:3, 6:4, 6:2             |
| 53. | 25. September 1983 | San Francisco (5)           | Teppich (i)   | Peter Fleming   | Ivan Lendl Vincent Van Patten        | 6:1, 6:2                  |
| 54. | 13. November 1983  | Wembley (4)                 | Teppich (i)   | Peter Fleming   | Steve Denton Sherwood Stewart        | 6:3, 6:4                  |
| 55. | 15. Januar 1984    | Masters (6)                 | Teppich (i)   | Peter Fleming   | Pavel Složil Tomáš Šmíd              | 6:2, 6:2                  |
| 56. | 29. Januar 1984    | Philadelphia (3)            | Teppich (i)   | Peter Fleming   | Henri Leconte Yannick Noah           | 6:2, 6:3                  |
| 57. | 12. Februar 1984   | Richmond (2)                | Teppich (i)   | Patrick McEnroe | Kevin Curren Steve Denton            | 7:6, 6:2                  |
| 58. | 4. März 1984       | Madrid                      | Teppich (i)   | Peter Fleming   | Fritz Buehning Ferdi Taygan          | 6:3, 6:3                  |
| 59. | 8. Juli 1984       | Wimbledon Championships (4) | Rasen         | Peter Fleming   | Pat Cash Paul McNamee                | 6:2, 5:7, 6:2, 3:6, 6:3   |
| 60. | 19. August 1984    | Toronto (2)                 | Hartplatz     | Peter Fleming   | John Fitzgerald Kim Warwick          | 6:4, 6:2                  |
| 61. | 23. September 1984 | San Francisco (6)           | Teppich (i)   | Peter Fleming   | Mike DePalmer Sammy Giammalva        | 6:3, 6:4                  |
| 62. | 13. Januar 1985    | Masters (7)                 | Teppich (i)   | Peter Fleming   | Mark Edmondson Sherwood Stewart      | 6:3, 6:1                  |
| 63. | 2. März 1985       | Houston                     | Teppich (i)   | Peter Fleming   | Hank Pfister Ben Testerman           | 6:3, 6:2                  |
| 64. | 14. April 1985     | WCT Finals (1)              | Teppich (i)   | Peter Fleming   | Mark Edmondson Sherwood Stewart      | 6:3, 6:1                  |
| 66. | 10. August 1986    | Stratton Mountain           | Hartplatz     | Peter Fleming   | Paul Annacone Christo van Rensburg   | 6:3, 3:6, 6:3             |
| 67. | 28. September 1986 | San Francisco (7)           | Teppich (i)   | Peter Fleming   | Mike DePalmer Gary Donnelly          | 6:4, 7:6                  |
| 68. | 2. November 1986   | Paris (1)                   | Teppich (i)   | Peter Fleming   | Mansour Bahrami Diego Pérez          | 6:3, 6:2                  |
| 69. | 16. November 1986  | Wembley (5)                 | Teppich (i)   | Peter Fleming   | Sherwood Stewart Kim Warwick         | 3:6, 7:6, 6:2             |
| 70. | 25. September 1988 | Los Angeles (2)             | Hartplatz     | Mark Woodforde  | Peter Doohan Jim Grabb               | 6:4, 6:4                  |
| 71. | 2. Oktober 1988    | San Francisco (8)           | Teppich (i)   | Mark Woodforde  | Scott Davis Tim Wilkison             | 6:4, 7:6                  |
| 72. | 19. Februar 1989   | Mailand (3)                 | Teppich (i)   | Jakob Hlasek    | Balázs Taróczy Heinz Günthardt       | 6:3, 6:4                  |
| 73. | 10. September 1989 | US Open (4)                 | Hartplatz     | Mark Woodforde  | Ken Flach Robert Seguso              | 6:4, 4:6, 6:3, 6:3        |
| 74. | 12. November 1989  | Wembley (6)                 | Teppich (i)   | Jakob Hlasek    | Jeremy Bates Kevin Curren            | 6:1, 7:6                  |
| 75. | 16. Februar 1992   | Brüssel                     | Teppich (i)   | Boris Becker    | Guy Forget Jakob Hlasek              | 6:3, 6:2                  |
| 76. | 5. Juli 1992       | Wimbledon Championships (5) | Rasen         | Michael Stich   | Jim Grabb Richey Reneberg            | 5:7, 7:6, 3:6, 7:6, 19:17 |
| 77. | 8. November 1992   | Paris (2)                   | Teppich (i)   | Patrick McEnroe | Patrick Galbraith Danie Visser       | 7:6, 6:3                  |
| 78. | 19. Februar 2006   | San José                    | Hartplatz (i) | Jonas Björkman  | Paul Goldstein Jim Thomas            | 7:62, 4:6, [10:7]         |

#### Finalteilnahmen
| Nr. | Jahr               | Turnier                     | Belag         | Doppelpartner    | Finalgegner                      | Ergebnis                |
| --- | ------------------ | --------------------------- | ------------- | ---------------- | -------------------------------- | ----------------------- |
| 1.  | 19. März 1978      | Washington                  | Sand          | Arthur Ashe      | Bob Lutz Stan Smith              | 7:6, 5:7, 1:6           |
| 2.  | 7. Juli 1978       | Wimbledon Championships (1) | Rasen         | Peter Fleming    | Bob Hewitt Frew McMillan         | 1:6, 4:6, 2:6           |
| 3.  | 8. Oktober 1978    | Maui                        | Hartplatz     | Peter Fleming    | Tim Gullikson Tom Gullikson      | 6:7, 6:7                |
| 4.  | 28. Januar 1979    | Philadelphia (1)            | Teppich (i)   | Peter Fleming    | Wojciech Fibak Tom Okker         | 7:5, 1:6, 3:6           |
| 5.  | 28. Januar 1980    | Monte Carlo                 | Teppich (i)   | Vitas Gerulaitis | Paolo Bertolucci Adriano Panatta | 2:6, 7:5, 3:6           |
| 6.  | 7. September 1980  | US Open                     | Hartplatz     | Peter Fleming    | Bob Lutz Stan Smith              | 6:7, 6:3, 1:6, 6:3, 3:6 |
| 7.  | 29. März 1981      | Mailand                     | Teppich (i)   | Peter Rennert    | Brian Gottfried Raúl Ramírez     | 6:7, 3:6                |
| 8.  | 5. April 1981      | Frankfurt                   | Teppich (i)   | Vitas Gerulaitis | Brian Teacher Butch Walts        | 5:7, 7:6, 5:7           |
| 9.  | 19. April 1981     | Los Angeles (1)             | Hartplatz     | Ferdi Taygan     | Tom Gullikson Butch Walts        | 4:6, 4:6                |
| 10. | 16. August 1981    | Montreal                    | Hartplatz     | Peter Fleming    | Raúl Ramírez Ferdi Taygan        | 6:2, 6:7, 4:6           |
| 11. | 15. November 1981  | Wembley                     | Teppich (i)   | Peter Fleming    | Sherwood Stewart Ferdi Taygan    | 5:7, 7:6, 4:6           |
| 12. | 14. Februar 1982   | Memphis                     | Teppich (i)   | Peter Fleming    | Kevin Curren Steve Denton        | 6:7, 6:4, 2:6           |
| 13. | 4. Juli 1982       | Wimbledon Championships (2) | Rasen         | Peter Fleming    | Peter McNamara Paul McNamee      | 3:6, 2:6                |
| 14. | 15. August 1982    | Toronto (1)                 | Hartplatz     | Peter Fleming    | Steve Denton Mark Edmondson      | 7:6, 5:7, 2:6           |
| 15. | 31. Oktober 1982   | Tokio Indoor                | Teppich (i)   | Peter Rennert    | Tim Gullikson Tom Gullikson      | 4:6, 6:3, 6:73          |
| 16. | 6. Februar 1983    | Philadelphia (2)            | Teppich (i)   | Peter Fleming    | Kevin Curren Steve Denton        | 4:6, 6:7                |
| 17. | 16. Oktober 1983   | Sydney Indoor               | Hartplatz (i) | Peter Rennert    | Mark Edmondson Sherwood Stewart  | 2:6, 4:6                |
| 18. | 21. September 1986 | Los Angeles (2)             | Hartplatz     | Peter Fleming    | Stefan Edberg Anders Järryd      | 6:3, 5:7, 6:7           |
| 19. | 26. Februar 1989   | Lyon                        | Teppich (i)   | Jakob Hlasek     | Eric Jelen Michael Mortensen     | 2:6, 6:3, 3:6           |
| 20. | 29. September 1991 | Basel                       | Teppich (i)   | Petr Korda       | Jakob Hlasek Patrick McEnroe     | 6:3, 6:7, 6:7           |
| 21. | 14. Juni 1992      | Rosmalen                    | Rasen         | Michael Stich    | Jim Grabb Richey Reneberg        | 4:6, 7:6, 4:6           |
| 22. | 26. Juli 1992      | Toronto (2)                 | Hartplatz     | Andre Agassi     | Patrick Galbraith Danie Visser   | 4:6, 4:6                |

### Mixed

#### Turniersiege
| Nr. | Jahr         | Turnier     | Belag | Doppelpartner | Finalgegner                | Ergebnis |
| --- | ------------ | ----------- | ----- | ------------- | -------------------------- | -------- |
| 1.  | 5. Juni 1977 | French Open | Sand  | Mary Carillo  | Florența Mihai Iván Molina | 7:6, 6:3 |

## Filme
- 2002: Mr. Deeds (Gastauftritt)
- 2017: Borg/McEnroe – Filmbiografie, Regie: Janus Metz, Drehbuch: Ronnie Sandahl